# Eraso
Eraso es una localidad española  de la Comunidad Foral de Navarra perteneciente al municipio de Imoz. 
Está situado en la Merindad de Pamplona, en la comarca de Ultzamaldea, en el valle de Imoz y a 26 km de la capital de la comunidad, Pamplona. Tiene una población de 44 habitantes (INE 2014), una superficie de 3,85 km² y una densidad de población de 11,43 hab/km².

## Geografía física

### Situación
La localidad de Eraso está situada en la parte  Sur del municipio de Imoz a una altitud de 515 m s. n. m. Su término concejil tiene una superficie de 3,85 km² y limita al norte con el concejo de Echalecu, al este con el de Zarranz, al sur con el de Aguinaga en el municipio de Iza y al oeste con los de Goldáraz y Latasa.  
|                          | Norte: Echalecu     |               |
| Oeste: Goldáraz y Latasa |                     | Este: Zarranz |
|                          | Sur: Aguinaga (Iza) |               |

## Demografía

### Evolución de la población
| Gráfica de evolución demográfica de Eraso entre 2000 y 2010 |
|                                                             |
| Datos según el nomenclátor publicado por el INE.            |